# ディラン・トマス

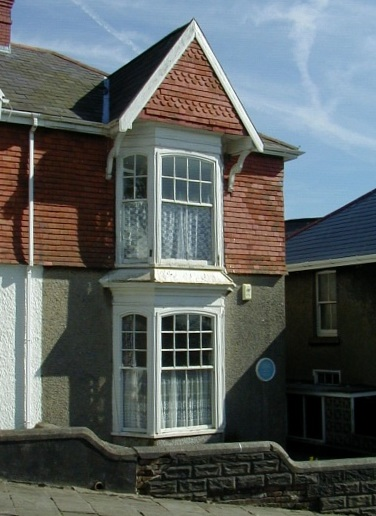
生家

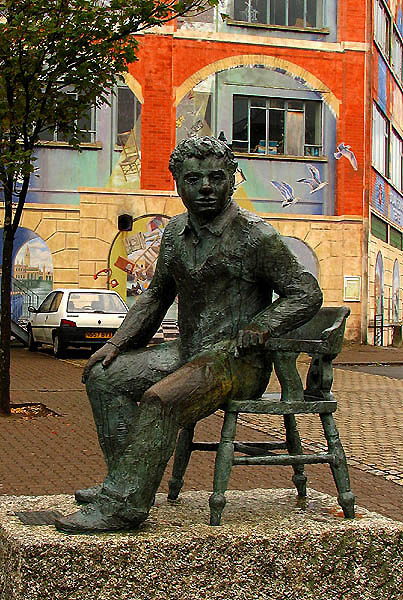
スウォンジーにあるディラン・トマスの彫像

ディラン・マーレイス・トマス（Dylan Marlais Thomas, 1914年10月27日 - 1953年11月9日）は、ウェールズの詩人および作家。

## 生涯
ディラン・トマスは海沿いの町であるスウォンジーで生まれた。英語の学位を持つ作家である父デイヴィッドは、ディランを母語のウェールズ語ではなく英語で教育させた。ミドルネームの「マーレイス」は、吟遊詩人でユニテリアン派の牧師であった叔父のギウィリム・マーレイス（Gwilym Marles, 本名はウィリアム・トマス）から取ったものであった。
トマスは男子校のスウォンジー・グラマー・スクール（現在のビショップ・ゴア・スクール）に通学した。彼の父親は同校で英文学を教えた。ディランが初めての作品を発表したのは同校の学校誌であった。彼は1年半の通学後、リポーターになるため16歳で学校を去った。
トマスの幼年期の大半はスウォンジーで費やされ、夏になると彼はカマーゼンにある母親の実家の農場で過ごした。田舎での生活とスウォンジーの町での生活の対比は、彼の多くの短編やラジオ・エッセイ、代表作である「ファーン・ヒル」の中から窺える。
トマスはその詩のおよそ半分と多くの短編小説を、家族とともに暮らした5 Cwmdonkin Driveの生家で執筆した。「And death shall have no dominion」はそこで執筆された最も有名な著作の内の一つである。最初の詩集『18 Poems』は1934年11月に出版され、彼は最も刺激的な若い英語詩人の一人となった。
1937年にトマスはケイトリン・マクナマラ（1913年 - 1994年）と結婚し、彼らは3人の子供をもうける。1939年1月に最初の息子、リーウェリン（2000年死去）が生まれる。1943年3月には娘のアーロニィ、1949年7月には息子のコルム・ガランが生まれている。ケイトリンとのハネムーンは、知り合いの経営するホテルがあるコーンウォール・マウゼルで過ごした。
トマスはアメリカ合衆国でのプロモーション旅行中の1953年11月4日、ニューヨークのホワイト・ホース・タバーンで過度の飲酒の後に倒れ、5日後の11月9日、セント・ヴィンセント病院で39歳という若さで死去する。その死因は肺炎と、脳および脂肪肝に対する圧力が要因であったと記録される。彼は死の直前「僕は18杯のストレート・ウィスキーを飲んだんだ。これは凄い記録だと思う」と言い、愛人のリズ・ライテルに対して「愛してるよ。でも僕は孤独なままだ」と語った。死後に彼の遺体はウェールズに帰され、彼が最も幸せな時期を過ごしたラーンの村の墓地に埋葬された。1994年には妻のケイトリンが死去し、彼の隣に埋葬された。

## 経歴と影響
ディラン・トマスは、英語で執筆を行う最も偉大な20世紀の詩人のうちの一人として見なされる。彼は現在もアングロ・ウェールズ文学の第一人者である。彼の作品における鮮明かつ空想的なイメージは、20世紀の詩文学界においては否定される傾向にあった。同時代の作家達は政治的・社会的で深刻な問題を取り上げたが、トマスは感情と情熱に従い、その作品は多くの場合激しく個人的で、猛烈に感傷的であった。トマスはあらゆる面において同時代の詩人に比べよりロマンチストであった。彼の短編小説は詩を拡大したもので、最も有名なものは1940年に発表された半自伝的作品『Portrait of an Artist as a Young Dog』であった。
1960年代に活躍し、数々のアーティストに影響を与え、ノーベル文学賞を受賞したボブ・ディランの名は彼の名前から採られた。
後に「カードマー・ボーイズ」として知られたトマスのサークルには、作曲家で幼少時からの学友であったダニエル・ジョーンズ、詩人のヴァーノン・ワトキンス、芸術家のアルフレッド・ジェーンやマーヴィン・レヴィが加わっていた。彼らはしばしばコーヒー・ショップで会合を行った。
トマスはイギリスのロマン派詩人であり『Sunday Referee』誌の編集人を務めていたヴィクター・ベンジャミン・ニューバーグの目にとまり、ロンドンに招かれ有力な文芸評論家に紹介された。
彼はラジオ劇の『Under Milk Wood』や、「Do not go gentle into that good night」といった詩によって知られているが、それらは死に際した自らの父親への嘆願と、短編小説の『A Child's Christmas in Wales』や『The Outing』の翻案として解釈されている。
また、C・W・ニコルが7～8歳のころ、ウェールズにいた母方の祖父のジョージ・ライスの知り合いで、学習障害に悩んだ少年ニコルを励ましたことがあった（『小さな反逆児』「トマスさん」より）。

## 記念物
トマスの最も有名な一節「Do not go gentle into that good night」に因んだ記念物が数多く作られている。彼の故郷スウォンジーを訪れた観光客は、「ディラン・トマス劇場」と「ディラン・トマス・センター」を訪れることができる。後者は以前町の催事場であったもので、現在は文学記念館として展示会や講演が行われたり、毎年ディラン・トマス・フェスティバルが開催される。また他に、彼が幼年時遊んだカムドンキン公園には記念碑が建てられている。その碑には彼が最も愛した作品の一つ「ファーン・ヒル」の一節「Oh I was young and easy in the mercy of his means/Time held me green and dying/Though I sang in my chains in the sea」が刻まれる。また、ラーンの自宅「ボート・ハウス」も記念物である。
スウォンジーのパブのいくつかは、彼との関係を示している。スウォンジーの最も古いパブのうちの1つ「No Sign Bar」は彼の小説『The Followers』にちなんで「Wine Vaults」と改名している。

## 主な著作

### 詩
- Collected Poems 1934 - 1953 (London: Phoenix, 2003)
- Selected Poems (London: Phoenix, 2001)

### 散文
- Collected Letters
- Collected Stories
- Portrait of the Artist as a Young Dog
- Under Milk Wood

## 日本語訳
- 『ディラン・トマス全詩集』 松田幸雄訳、青土社、2005年
  - 『ディラン・トマス詩集　双書・20世紀の詩人』 松田幸雄編訳、小沢書店、1994年
- 『ディラン・トマス全集』 松田幸雄ほか訳、国文社、1976-85年

1巻 詩集、3巻 評論、4巻 戯曲、別巻は作品論集。第2巻は未刊
- 『ディラン・トマス書簡集』 徳永暢三・太田直也編訳、東洋書林、2010年
- 『緑の導火線　詩画集』 真辺博章訳、沖積舎、2015年
- 『ディラン・トマス少年小説集』 松浦直巳・仲渡一美・柴田元幸訳、国文社、2020年